# Sea Shepherd Conservation Society
La Sea Shepherd Conservation Society (en español, Sociedad de Conservación Pastor del Mar) es una organización ecologista internacional sin ánimo de lucro (ONG) por la conservación de la fauna marina, cuya misión es acabar con la destrucción del hábitat y la matanza de la fauna en los océanos del mundo con el fin de proteger y conservar el ecosistema y las especies. Sus campañas se rigen por la Carta Mundial de las Naciones Unidas para la Naturaleza (1982) y otras leyes que protegen a las especies marinas y sus entornos.
Operan una flota llamada Neptune's Navy, la cual incluye más de diez barcos y varios botes más pequeños que se utilizan en diferentes campañas de conservación de los océanos. Entre estos barcos podemos destacar el MY Ocean Warrior, MY Age of Union y MY Sea Eagle.
La sociedad fue fundada en 1977 por Paul Watson, uno de los primeros miembros de Greenpeace, después de una disputa con la organización sobre el cómo actuar en la cacería de ballenas.
Greenpeace evita interferir con la caza de ballenas, buscando crear conciencia a través de la captura de testimonios gráficos. En contraste, Sea Shepherd se dedica a la acción directa, que implica interferir con las operaciones de buques balleneros.

## Operaciones
Sea Shepherd ha realizado una gran cantidad de operaciones contra la pesca ilegal, también para la defensa y preservación de diferentes especies de ballenas, delfines, focas, tiburones, tortugas y otras especies marinas. Las misiones han tenido lugar en;  Océano Antártico, Islas Galápagos, Mar Mediterráneo, Golfo de California, África Occidental, Tanzania, Islas Feroe, Francia, Australia, Mar Báltico, Japón, México, Islandia, Italia, Canadá, Costa Rica, entre otros países.
SSCS afirma haber hundido diferentes barcos dedicados a la pesca y caza ilegal desde 1979, refiriéndose a estos buques como piratas.
Los ataques reclamados incluyen:
- 1979 - El ballenero "Sierra", apresado y hundido en Portugal.
- 1980 - Los balleneros "IBSA I" e "IBSA II", hundidos en la ciudad de Marin (Pontevedra), España
- 1980 - Los balleneros "Susan" y "Theresa" hundido en el sur de África
- 1986 - Los balleneros "Hvalur 6" y "Hvalur 7", hundidos en Islandia
- 1992 - El "Nybraena", ballenero hundido en Noruega
- 1994 - El "Senet", ballenero hundido en Noruega
- 1998 – El ballenero "Morild", hundido en Noruega
- 2015 – El pesquero "Thunder", hundido en Santo Tomé y Príncipe
- 2016 – El pesquero "Viking", hundido en Indonesia

### Lucha contra la flota ballenera japonesa en el Océano Antártico
Entre 2002 y 2005 la organización realizó viajes al Océano Antártico los cuales sentarían las bases para las campañas a realizar en los próximos años.
En 2006 se emprende de manera oficial la primera campaña anti-ballenera nombrada "Operación Leviathan", con la participación de los buques Farley Mowat y Robert Hunter, logrando salvar 500 ballenas. Posteriormente en 2007 se lanza "Operación Migaloo", repitiendo la cifra de 500 mamíferos salvados. En el 2008 se llevó a cabo "Operación Musashi", donde se evitó la caza de 325 ballenas. Durante estas dos últimas misiones solo participó el buque Steve Irwin.
A medida que avanzó el tiempo los balleneros japoneses tomaron medidas para evitar la intervención de Sea Shepherd, lo cual se ve reflejado en la efectividad de la última campaña. Es por ello que para el 2009 se lanza "Operación Watzing Matilda", donde se incorporaría el buque Bob Barker y el trimarán Ady Gil para respaldar al buque insignia Steve Irwin. Como resultado se lograría salvar a 528 ballenas, desafortunadamente el trimarán Ady Gil fue colisionado por el ballenero "Shonan Maru #2" y posteriormente se hundió.
En 2010 se lleva a cabo "Operación No Compromise", para seguir combatiendo las tácticas de los japoneses se decide incorporar un nuevo trimarán llamado Gojira, el cual se uniría al viaje de los buques Bob Barker y al Steve Irwin para esta agresiva campaña. El 16 de febrero de 2011 Japón informó la suspensión temporal de la caza "científica" debido a las constantes presiones de activistas de Sea Shepherd, quienes evitaron la caza de 863 ballenas.

Para el año 2011 se realiza "Operación Divine Wind" donde se logra salvar 768 ballenas. En 2012 se emprende otra agresiva campaña llamada "Operación Zero Tolerance", donde los Sea Shepherd incorporarían al buque Sam Simon, el cual anteriormente formó parte de la flota japonesa. Durante esta misión hubo múltiples incidentes los cuales dieron de que hablar en la prensa internacional. Un total de 932 ballenas fueron salvadas, lo cual significó la mayor perdida en la historia para la flota ballenera japonesa.
A finales de 2013 inicia "Operación Relentless", con un resultado de 784 ballenas salvadas. La última campaña anti-ballenera contra la flota japonesa sería en la temporada 2014-2015 nombrada "Operación Nemesis" y solo contó con la participación de los buques Steve Irwin y Ocean Warrior. En esta campaña los barcos de la organización no lograron llegar hasta el buque factoría de los balleneros "Nisshin Maru", debido al apoyo que le dio el gobierno japonés y nuevas tácticas empleadas por los balleneros. El ICR de Japón reportó que cumplió con su cuota de 333 ballenas cazadas dicha temporada.
Cabe destacar que históricamente la cuota de la flota ballenera japonesa sobrepasaba los 1,050 ejemplares de este mamífero para ser cazado en la Antártida. Pero debido al hostigamiento de Sea Shepherd decidieron reducir considerablemente dicha cuota a partir del 2014.

## Incidentes
Sea Shepherd ha sido criticado principalmente por cuestiones de seguridad de tripulación y sus tácticas de acción directa. 
En las reuniones del 2006, 2007 y 2008, la Comisión Ballenera Internacional condenó las acciones de Sea Shepherd, tildándolos de terroristas.
En 2009, el barco de SSCS llamado Steve Irwin, colisiono contra el barco ballenero japonés Yushin Maru #1. Según la organización ecologista, su intención era evitar la transferencia de una ballena arponeada al buque factoría Nisshin Maru. En ese mismo año dos miembros de la tripulación de Sea Shepherd abordaron de forma ilegal un barco ballenero, lo que provocó la intervención diplomática de Japón y Nueva Zelanda. Finalmente fueron rescatados por un buque de la guarda costera de Nueva Zelanda. 
Durante su campaña anti-ballenera del 2010, su barco llamado Ady Gil fue embestido por el barco ballenero Shonan Maru #2. Esto ocasiono graves daños a la embarcación de SSCS, por lo que su tripulación tuvo que ser evacuada y posteriormente el Ady Gil se hundió en el Océano Antártico.
El 12 de mayo de 2012, Paul Watson, el líder y fundador de Sea Shepherd fue arrestado en Alemania debido a una orden de extradición solicitada por Costa Rica. Tiempo después Watson fue puesto en libertad, luego de consignar la fianza solicitada.
En febrero del 2013, los barcos de Sea Shepherd; Steve Irwin, Bob Barker, Sam Simon se vieron involucrados en múltiples colisiones con el buque factoría de los balleneros Nisshin Maru y el buque de combustible Sun Laurel en medio del Océano Antártico.
En junio de 2017, su barco John Paul Dejoria se encontraba en una expedición en el Parque Coiba de Panamá. Durante una operación de vigilancia, se dio un incidente violento con embarcaciones pesqueras, posteriormente el permiso de navegación del barco de SSCS fue cancelado por el Gobierno local y tuvieron que abandonar el país. La ONG declaró que el incidente se dio en una zona de protección especial, donde está prohibida la pesca, y que sus únicas armas fueron cámaras para documentar la actividad ilegal.
En enero del 2019, el barco de SSCS "Farley Mowat" fue atacado por un grupo de pescadores ilegales quienes vandalizaron la nave arrojando proyectiles de acero e intentando incendiarla con bombas caseras. Los incidentes se dieron en el Golfo de California, México. Donde la organización trabaja en conjunto con autoridades locales para la protección de la Vaquita Marina.

## Serie de TV / Documentales
Desde el 2006 las actividades de la organización fueron documentadas y transmitidas por Animal Planet en la serie "Whale Wars" (en español "Guerra de Ballenas"). En España se emitió a través de Discovery Max la serie llamada "Piratas Ecológicos", con voces dobladas al castellano. Para latinoamericana se emitió por Animal Planet como "Defensores de Ballenas" con su respectivo doblaje para esta región y a partir de la temporada 3 en lenguaje original subtitulado al español.
En la serie se puede ver el inicio de cada viaje de los ecologistas, las jornadas de persecución a los barcos balleneros japoneses, los violentos enfrentamientos y la convivencia de la tripulación dentro de los barcos de Sea Shepherd.
Se transmitieron 7 temporadas y 61 episodios de la serie. En la primera temporada se pudo observar las incidencias de "Operacion Leviathan" (2007-2008). Mientras que en la última temporada emitida se vieron las acciones desarrolladas en "Operación Relentless" (2013-2014). 
A pesar de que todas las temporadas estuvieron enfocadas en las campañas contra la flota ballenera japonesa en el Océano Antártico, también se produjeron diferentes especiales enfocados en otras campañas de Sea Shepherd y fueron emitidos por los canales de la red Discovery Communications en diferentes partes del mundo. 